# MTZ-2
 (juin 2019).
Si vous disposez d'ouvrages ou d'articles de référence ou si vous connaissez des sites web de qualité traitant du thème abordé ici, merci de compléter l'article en donnant les références utiles à sa vérifiabilité et en les liant à la section « Notes et références ».
MTZ-2 - Marque d'un tracteur-tracteur universel à usage général, fabriqué par l'usine de tracteurs de Minsk et l'usine Ioujmach de 1954 à 1958.
Le premier tracteur à roues universelles de masse soviétique sur pneus pneumatiques. Puissance du moteur 27,2 kW (37 CV), poids de la conception du tracteur 3250 kg, vitesse de pointe 3,78 m/s (13 km/h), engrenage avant numéro 5, arrière-1, consommation spécifique de carburant 299,2 g/(kWh). Le tracteur n’était pas équipé d’une cabine. Au cours de l’opération, un certain nombre de lacunes ont été identifiées, contribuant à la transition complète vers la production de son suiveur, la marque de tracteur MTR-5.
Le 14 octobre 1953, l’assemblage des tracteurs MTR-1 et MTH-2, sur la base des dessins des concepteurs d’usine, a été achevé sur la ligne d’assemblage principale de l’usine de tracteurs de Minsk. À partir de 1954-1958, la production de tracteurs de ce modèle a été établie. Le modèle MTR-1 différait des « deux » étroitement reliés les uns aux autres par les roues contrôlées et était destiné à fonctionner avec des cultures à haute tige (maïs, tournesol).

## But et conception
Le MTR-2 visait à effectuer des travaux sur le soin et le nettoyage des charbeuses avec des remorques et des machines à charnière ; sur le labourage des sols légers, la pré-plantation, la plantation et la récolte des récoltes, ainsi que sur les travaux de transport et pour la propulsion des machines stationnaires. La conception du tracteur a été spécialement conçue pour le traitement inter-désordre des cultures basses en acier avec une empreinte correspondante des roues avant et arrière.

## Avantages et inconvénients
Parmi les principaux avantages du tracteur MTR-2-interchangeabilité complète de la boîte de vitesses, pont arrière, parties de la transmission finale, différentiel de verrouillage, parties de la demi-trame, engrenages de boîte de vitesses (1ère transmission et train arrière et intermédiaire arrière) avec le tracteur du modèle précédent. En outre, l’interchangeabilité totale globale du VOM, de la pompe, du distributeur du système Hydro, etc. a été permise. 100%. Les principaux inconvénients du tracteur sont la faible vitesse de transport (13 km/h), le nombre insuffisant de transmissions, la consommation de carburant élevée.